# ودنتون (مریلند)
ودنتون (به انگلیسی: Odenton) شهری در ایالت مریلند کشور ایالات متحده آمریکا است که جمعیت آن در سرشماری سال ۲۰۱۰ میلادی، ۳۷٬۱۳۲ نفر بوده‌است.